# Реккендорф
Реккендорф (нім. Reckendorf) — громада в Німеччині, розташована в землі Баварія. Підпорядковується адміністративному округу Верхня Франконія. Входить до складу району Бамберг. Складова частина об'єднання громад Баунах.
Площа — 13,06 км2. Населення становить 2009 ос. (станом на 31 грудня 2020).

## Географія

### Адміністративний поділ
Громада  складається з 4 районів:
- Лаймбах
- Оберманндорф
- Унтерманндорф
- Цайтценгоф